# Karpovita
La karpovita és un mineral de la classe dels sulfats. Rep el nom en honor del professor Gennadii Alexandrovich Karpov (1938-), vulcanòleg a l'Institut de Vulcanologia de l'Acadèmia de Ciències de Rússia, especialitzat en el camp de la mineralització del mercuri, l'antimoni i l'arsènic en zones de vulcanisme actiu.

## Característiques
La karpovita és un sulfat de fórmula química Tl₂VO(SO₄)₂(H₂O). Va ser aprovada com a espècie vàlida per l'Associació Mineralògica Internacional l'any 2013. Cristal·litza en el sistema monoclínic.

## Formació i jaciments
Va ser descoberta al primer con d'escòria de l'avanç nord de la Gran erupció fissural del volcà Tolbàtxik, un volcà que es troba a l'óblast de Kamtxatka, al Districte Federal de l'Extrem Orient (Rússia), on sol trobar-se associada a altres minerals com la markhininita, l'evdokimovita, la bobjonesita, la pauflerita i la shcherbinaïta. Es tracta de l'únic indret de tot el planeta on ha estat descrita aquesta espècie mineral.